# كأس ألبانيا 1969–70
كأس ألبانيا 1969–70 (بالألبانية: Kupa e Republikës 1969-70‏) هو موسم من كأس ألبانيا. أشرف على تنظيمه اتحاد ألبانيا لكرة القدم، وفاز فيه بارتيزاني تيرانا.